# Epicauta unilineata
Epicauta unilineata är en skalbaggsart som beskrevs av Champion 1892. Epicauta unilineata ingår i släktet Epicauta och familjen oljebaggar. Inga underarter finns listade i Catalogue of Life.